# Янссон, Рони
Рони Йене Алекси Янссон (фин. Rony Jene Aleksi Jansson; род. 10 января 2004, Эспоо, Южная Финляндия) — финский футболист, защитник шведского «Кальмара».

## Клубная карьера
Является воспитанником клуба «Гранкулла». В 2018 году присоединился к молодёжной команде ХИК. В мае 2021 года провёл три матча за «Клуби 04» в Юккёнене.
Летом 2022 года перешёл в шведский «Кальмар». В августе того же года провёл первый матч за новую команду во втором раунде кубка страны с «Твоокером», появившись на поле после перерыва вместо Ларса Сетры. В январе 2023 года был переведён в основную команду. 3 июля того же года дебютировал в чемпионате Швеции, заменив в середине второго тайма игры с «Мьельбю» Акселя Линдаля.

## Карьера в сборных
Выступал за юношеские сборные Финляндии различных возрастов, был капитаном команды.

## Клубная статистика
| Выступление      | Выступление      | Выступление      | Лига | Лига | Кубки | Кубки | Конт. кубки | Конт. кубки | Итого | Итого |
| Клуб             | Лига             | Сезон            | Игры | Голы | Игры  | Голы  | Игры        | Голы        | Игры  | Голы  |
| ---------------- | ---------------- | ---------------- | ---- | ---- | ----- | ----- | ----------- | ----------- | ----- | ----- |
| Клуби-04         | Юккёнен          | 2021             | 3    | 0    | 0     | 0     | 0           | 0           | 3     | 0     |
| Клуби-04         | Итого            | Итого            | 3    | 0    | 0     | 0     | 0           | 0           | 3     | 0     |
| Кальмар          | Алльсвенскан     | 2022             | 0    | 0    | 1     | 0     | 0           | 0           | 1     | 0     |
| Кальмар          | Алльсвенскан     | 2023             | 1    | 0    | 0     | 0     | 0           | 0           | 1     | 0     |
| Кальмар          | Итого            | Итого            | 1    | 0    | 1     | 0     | 0           | 0           | 2     | 0     |
| Всего за карьеру | Всего за карьеру | Всего за карьеру | 4    | 0    | 1     | 0     | 0           | 0           | 5     | 0     |